# Mezeňský záliv
Mezeňský záliv (rusky Мезенская губа – Mezenskaja guba) je záliv na severovýchodě Bílého moře na severozápadě Ruské federace. Je přibližně 105 dlouhý a 97 kilometrů široký. Největšími řekami do něj ústícími jsou Mezeň a Kuloj. Jeho východní a severní pobřeží patří do Něneckého autonomního okruhu a je zároveň pobřežím poloostrova Kanin. Jižní pobřeží patří k
Archangelské oblasti, ke které také patří Mroží ostrov ležící v jižní části předělu mezi zálivem a volným mořem.